# خورشیدپرتو پشت‌ارغوانی
خورشیدپرتو پشت‌ارغوانی (نام علمی: Aglaeactis aliciae) نام یک گونه از زیرخانواده مگس‌مرغیان است. این گونه در پرو یافت می‌شود. زیستگاه طبیعیش نیز زمینهای باتلاقی و پوشیده از گیاهان است. این گونه با خطر تخریب زیستگاه رو به رو شده است. این پرنده در اتحادیه بین‌المللی حفاظت از طبیعت یک گونه در خطر انقراض طبقه‌بندی گردیده است.